# David Boudia
David Alastair Boudia, född 24 april 1989 i Abilene, Texas, är en amerikansk simhoppare. Han började dyka år 2000, och blev en del av det amerikanska landslaget 2005. Han uttogs till OS 2008, och tävlade i 10 meter och 10 meter par, tillsammans med Nick McCrory. Tillsammans vann de brons i olympiska sommarspelen 2012, silver i VM 2009 och brons i VM 2007. Han tog även guld i 10 meter vid OS 2012.Han blev första amerikan att komma över 600 poäng i sex hopp.
Vid olympiska sommarspelen 2016 i Rio de Janeiro tog Boudia en silvermedalj i parhoppningen på 10 meter tillsammans med Steele Johnson och en bronsmedalj i den individuella tävlingen.
För tillfället bor han i Noblesville, Indiana och studerar vid Purdue University.